# Tanytarsus apicalis
Tanytarsus apicalis är en tvåvingeart som beskrevs av Jean-Jacques Kieffer 1913. Tanytarsus apicalis ingår i släktet Tanytarsus och familjen fjädermyggor.
Artens utbredningsområde är Kenya. Inga underarter finns listade i Catalogue of Life.